# Été 85
Été 85 és una pel·lícula dramàtica franco-belga del 2020 escrita i dirigida per François Ozon, basada parcialment en la novel·la del 1982 Dance on My Grave d'Aidan Chambers. Protagonitzada per Félix Lefebvre, Benjamin Voisin, Philippine Velge, Valeria Bruni Tedeschi, Melvil Poupaud i Isabelle Nanty.

## Argument
La película esta ambientada a l'estiu de 1985, a la costa de Normandía. Un adolescent Alexis, de 16 anys està passant uns dies de vacances en un resort ple de luxes, propis de les classes mitjanes que ambicionen un estil de vida burgès. En plena joventut, l'usual és tenir moltes aventures en el creuer i aprofitar per fer esports aquàtics. Però el noi, en lloc de gaudir dels propis desitjos de la pubertat, fantaseja constantment amb la mort. Perquè no hi ha experiència més al·lucinant que la de morir. Quan una tempesta amenaça el seu vaixell, aquest es bolca i és rescatat per David, de divuit anys. A partir d'aquí, es crearà una història d’amor tumultuosa entre aquests dos nois. Un dia, després d’una discussió entre ells, David mor en un accident de moto. L’Alexis, desesperat se sent culpable, i respecta el pacte celebrat entre els dos amants: anar a ballar a la tomba del que mori primer.

## Repartiment
- Félix Lefebvre com Alexis Robin
- Benjamin Voisin com David Gorman
- Philippine Velge com Kate
- Valeria Bruni Tedeschi com mare de David
- Melvil Poupaud com Lefèvre
- Isabelle Nanty com mare d'Alexis
- Laurent Fernandez com pare d'Alexis
- Aurore Broutin com professor
- Bruno Lochet com Bernard
- Yoann Zimmer com Luc
- Antoine Simoni com Chris

## Llançament
La pel·lícula es va estrenar al Festival de Cannes el maig de 2020, abans de la seva cancel·lació a causa de la pandèmia COVID-19. Va ser estrenada a França el 14 de juliol de 2020. El setembre de 2020, Music Box Films va adquirir els drets de distribució nord-americana de la pel·lícula. Es va projectar al Festival Internacional de Cinema de Toronto del 2020 el 13 de setembre de 2020. A Espanya s'estrenà el 9 d'octubre de 2020 per Golem Distribución.

## Nominacions
| Premi         | Categoria                  | Nominat                                              | Resultat | Ref.  |
| ------------- | -------------------------- | ---------------------------------------------------- | -------- | ----- |
| Premis Cèsar  | Millor pel·lícula          | Millor pel·lícula                                    | Nominat  | [ 6 ] |
| Premis Cèsar  | Millor Director            | François Ozon                                        | Nominat  | [ 6 ] |
| Premis Cèsar  | Millor actriu secundària   | Valeria Bruni Tedeschi                               | Nominat  | [ 6 ] |
| Premis Cèsar  | Millor esperança masculina | Félix Lefebvre                                       | Nominat  | [ 6 ] |
| Premis Cèsar  | Millor esperança masculina | Benjamin Voisin                                      | Nominat  | [ 6 ] |
| Premis Cèsar  | Millor adaptació           | François Ozon                                        | Nominat  | [ 6 ] |
| Premis Cèsar  | Millor música original     | Jean-Benoît Dunckel                                  | Nominat  | [ 6 ] |
| Premis Cèsar  | Millor so                  | Brigitte Taillandier, Julien Roig i Jean-Paul Hurier | Nominat  | [ 6 ] |
| Premis Cèsar  | Millor fotografia          | Hichame Alaouié                                      | Nominat  | [ 6 ] |
| Premis Cèsar  | Millor muntatge            | Laure Gardette                                       | Nominat  | [ 6 ] |
| Premis Cèsar  | Millor vestuari            | Pascaline Chavanne                                   | Nominat  | [ 6 ] |
| Premis Cèsar  | Millor decorat             | Benoît Barouh                                        | Nominat  | [ 6 ] |
| Lumières 2021 | Millor pel·lícula          | Millor pel·lícula                                    | Nominat  | [ 7 ] |
| Lumières 2021 | Millor director            | Françoise Ozon                                       | Nominat  |       |

Amb tretze nominacions als premis César, però sense premis a la cerimònia, Été 85 va igualar el rècord de més nominacions en una pel·lícula que no ha guanyat cap César al final. Aquest rècord havia estat establert per Camille redouble, que havia superat el que tenia una altra pel·lícula de François Ozon: 8 femmes (dotze nominacions, sense recompensa).
La pel·lícula ha estat escollida amb el segell de Qualitat al Festival de Cannes 2020 i va entrar en competició al Festival internacional de Cinema de San Sebastià 2020 en competició per la Conquilla d'Or.